# HMS Warrior (1781)
La HMS Warrior, fu una nave di 74 cannoni della Royal Navy, varata il 18 ottobre 1781 a Portsmouth.
L'anno dopo il suo varo prese parte alla Battaglia delle Saintes. Nel 1801, fece parte dello squadrone di riserva dell'ammiraglio Sir Hyde Parker nella Battaglia di Copenaghen, anche se non prese parte diretta allo scontro. Nel 1805, fu parte della flotta dell'ammiraglio Robert Calder nella Battaglia di Capo Finisterre. Sul finire di dicembre di quell'anno venne coinvolta nel rimorchio della HMS Victory a Spithead.
La Warrior divenne una nave di rappresentanza ed il 30 novembre 1813 sbarcò l'allora principe Guglielmo Federico di Orange-Nassau a Scheveningen, invitato dal governo olandese a tornare dal suo esilio in Inghilterra per prendere la corona del neonato Principato dei Paesi Bassi Uniti.
Divenne una nave-prigione dopo il 1840 e venne infine affondata nel 1857.